# Josip Pupačić
Josip Pupačić (Slime kraj Omiša, 19. rujna 1928. – Krk, 23. svibnja 1971.), bio je hrvatski književnik, književni kritičar i povjesničar književnosti.
Spada među najcjenjenije suvremene hrvatske pjesnike, a osobito je zapamćen po antologijskim pjesmama More (po mnogima jednoj od najljepših pjesama u povijesti hrvatske književnosti), te  Tri moja brata, pjesmi začudne ljepote u kojoj se iznimnom izražajnošću suočava s tragičnom smrti trojice braće. Obje ove pjesme objavio je 1954. godine.

## Životopis

### Mladost i obrazovanje
Pupačić nakon klasične gimnazije u Splitu odlazi na studij književnosti u Zagreb. Od 1959. godine asistent je pri Katedri za stariju hrvatsku književnost Filozofskog fakulteta, a u Lyonu i Londonu je lektor i profesor hrvatskog jezika. 
Njegovu mladost je duboko obilježila smrt trojice braće, koji su poginuli od strujnog udara dok su radili u hidroelektrani na rijeci Cetini. Ta ga je nesreća ispunila dubokim razočaranjem u Boga i ljude, te sam bilježi da taj izazov "nije izdržao". U svojoj poeziji razrješava svoj odnos sa smrću, te prihvaća poziv u život, kojega osjeća u svojem dubokom odnosu s morem. 
Godine 1967. potpisuje Deklaraciju o nazivu i položaju hrvatskog književnog jezika, čime se izlaže nemalom riziku. Makar u raspravi o partijskom kažnjavanju znanstvenika na Filozofskom fakultetu Sveučilišta u Zagrebu na - za ono vrijeme začuđujuće - otvoreni način kritizira tada najugledniji i politički praktično nedodirljivi dnevni list Vjesnik ("Unatoč svemu, Vjesnik, je, usputno, ipak, antihrvatski. U njemu od rata do prije dvije godine ... nisu spomenuti hrvatski narod i hrvatski jezik. ... U njemu se izbjegava kazati hrvatski narod, nego se kaže: narod Hrvatske") biva tek umjereno disciplinski kažnjen. Od ozbiljnijeg kažnjavanja ga je zacijelo spasila tek činjenica da je među potpisnicima Deklaracije bio doista znatan broj profesora s Filozofskog fakulteta, te osobito činjenica da je potpisnik Deklaracije bio sam Miroslav Krleža, najugledniji komunistički intelektualac i osobni prijatelj Josipa Broza Tita. 

### Pogibija
Dana 23. svibnja 1971. godine sa suprugom Benkom i kćeri Rašeljkom, koja prije par dana bila operirana u Londonu zbog teške bolesti, poginuo je u zrakoplovu beogradskog "Aviogenexa" koji se prevrnuo i zapalio prilikom slijetanja u zračnu luku Rijeka koja se nalazi na otoku Krku: u tragičnoj nesreći poginulo je 75 putnika i 3 stjuardese od 7 članova posade. Josip Pupačić bio je zavolio Krk i osobito Omišalj, te je namjeravao ondje kupiti kuću za svoju obitelj - ti su planovi prekinuti tragedijom u kojoj je stradala cijela obitelj.
Putnički avion Tupoljev TU 134a, koji je letio iz Londona prema Omišlju, upao je u oluju kod Rijeke. Do piste je stigao velikom brzinom, a pri slijetanju je udario krilom o pistu te se zapalio. Od 76 putnika preživio je samo jedan, te 4 člana posade. Većina poginulih zapravo je stradala od trovanja ugljičnim monoksidom, a ne od udarca.Vidi još: Zrakoplovna nesreća na Krku 1971.

## Književni rad
Pupačić je bio urednik književnih časopisa Krugovi i Književnik. Zajedno sa svojim naraštajem oko časopisa Krugovi, tražio je dublji, istinitiji životni realitet. Odmjerenom strukturom svojih refleksivnih metaforičkih pjesama očituje iskonsku vezanost uz podrijetlo i zavičaj. Ne privlači ga pritom toliko egzotičnost mediteranskog krajolika, koliko svijest o pripadnosti neprekinutom lancu što ga tvore preci i potomci, te svijest o ljudskom bivanju u jedinstvu sa zemljom kojoj pripadaju. U tu se bliskost uklapa i Pupačićeva vezanost uz more i njegovo vječno beskrajno bivstvo. Najbolji je lirski izraz te tematike antologijska pjesma More. Pesimističan osjećaj života prouzročen tragičnim događajima u obiteljskom i osobnom životu, primjerice u pjesmi Tri moja brata (o smrti trojice braće), uzdiže Pupačićevo lirsko obzorje do svemirskih razmjera, do smisla vlastita i općeg opstanka.
Između prve Pupačićeve zbirke Kiše pjevaju na jablanima (1955.) i posljednje Moj križ svejedno gori (1971.) stanovita kriza u pjesnikovu stvaralaštvu poklapa se s njegovim sukobima s nekim pojavama u društvu. No izvore produbljenosti svojega lirskoga izričaja Pupačić je uvijek, pa tako i u zadnjoj zbirci, iznova nalazio u čudesnoj zavičajnoj utemeljenosti, sjećanju na djetinjstvo i lirskom oblikovanju i očitovanju proživljenog, što njegovo pjesništvo uzdiže u same vrhove novije hrvatske književnosti.

## Djela
Glavni motivi Pupačićeve poezije su začudnost djetinjstva, uspomene, opsesija smrću. Između književnika svojeg naraštaja najviše se vraća hrvatskoj tradiciji i njezinoj dugostoljetnoj stečevini. Najznačajnije zbirke pjesama su:
- Kiše pjevaju na jablanima (1955.)
- Mladići (1955.)
- Cvijet izvan sebe (1958.)
- Oporuka
- Ustoličenje (1965.)
- Moj križ svejedno gori (1971.)[1]

Pupačić je, također, s Antunom Šoljanom i Stjepanom Mihalićem 1966. godine uredio i objavio Antologiju hrvatske poezije dvadesetog stoljeća. Nakon njegove smrti objavljivani su izbori iz njegova pjesništva:
- Sabrane pjesme (1978.)
- Uspravan hod
- Moj grob
- More
- Tri moja brata
- Ne može se rastati od mene
- Cetina
- Dobrojutro more (1992.)[1]
- Zaljubljen u ljubav

## Spomen
U Slimenu kod Omiša se svaku godinu održavaju dani Josipa Pupačića. U Podstrani se svakoga kolovoza od 1997. godine održava književna i kulturna manifestacija „Dobrojutro, more!”, u spomen na hrvatske književnike Josipa Pupačića, Dragu Ivaniševića, Juru Kaštelana i Nikolu Milićevića, kojima je poljički kraj bio zavičaj, i kao takav se odrazio u njihovim književnim djelima. Nazvana je po istoimenoj Pupačićevoj pjesničkoj zbirci.
Njegovo ime nose ulice u Omišu te osnovna škola u Omišu, Zagrebu (u gradskoj četvrti Špansko), Splitu (prije Ulica Georgia Dimitrova), Zadru, Varaždinu, Dubrovniku i Sisku.

## Vanjske poveznice
- Josip Pupačić - Kratka biografija i izbor pjesama, www.almissa.com
- Josip Lisac, Josip Pupačić i stari pisci hrvatski  Arhivirana inačica izvorne stranice od 4. rujna 2014. (Wayback Machine), Kolo 1/2009, www.matica.hr
- Josip Pupačić, www.lektire.hr